# HMGA2
HMGA2 (англ. High mobility group AT-hook 2) – білок, який кодується однойменним геном, розташованим у людей на короткому плечі 12-ї хромосоми. Довжина поліпептидного ланцюга білка становить 109 амінокислот, а молекулярна маса — 11 832.
| 10         |  | 20         |  | 30         |  | 40         |  | 50         |
| ---------- |  | ---------- |  | ---------- |  | ---------- |  | ---------- |
| MSARGEGAGQ |  | PSTSAQGQPA |  | APAPQKRGRG |  | RPRKQQQEPT |  | GEPSPKRPRG |
| RPKGSKNKSP |  | SKAAQKKAEA |  | TGEKRPRGRP |  | RKWPQQVVQK |  | KPAQEETEET |
| SSQESAEED  |  |            |  |            |  |            |  |            |

A: Аланін

D: Аспарагінова кислота

E: Глутамінова кислота

G: Гліцин

K: Лізин

M: Метіонін

N: Аспарагін

P: Пролін

Q: Глутамін

R: Аргінін

S: Серин

T: Треонін

V: Валін

Кодований геном білок за функцією належить до фосфопротеїнів. 
Задіяний у таких біологічних процесах, як транскрипція, регуляція транскрипції, клітинний цикл, поділ клітини, мітоз, регуляція росту, конденсація ДНК, ацетилювання, альтернативний сплайсинг. 
Білок має сайт для зв'язування з ДНК. 
Локалізований у ядрі.